# زانکت مارتین، اتریش
زانکت مارتین (به آلمانی: Sankt Martin) یک منطقهٔ مسکونی در اتریش است که در ناحیه گموند واقع شده‌است. زانکت مارتین ۱٬۱۷۷ نفر جمعیت دارد.